# Shin’ichi Mutō
Shin’ichi Mutō (jap. 武藤 真一, Mutō Shin’ichi; * 2. April 1973 in der Präfektur Miyagi) ist ein ehemaliger japanischer Fußballspieler.

## Karriere
Mutō erlernte das Fußballspielen in der Schulmannschaft der Sendai Ikuei High School. Seinen ersten Vertrag unterschrieb er 1992 bei JEF United Ichihara. Der Verein spielte in der höchsten Liga des Landes, der J1 League. 1998 erreichte er das Finale des J.League Cup. Für den Verein absolvierte er 195 Erstligaspiele. Im Juni 2003 wechselte er zum Ligakonkurrenten Ōita Trinita. Danach spielte er bei Grulla Morioka und FC Ganju Iwate. Ende 2007 beendete er seine Karriere als Fußballspieler.

## Erfolge
JEF United Ichihara
- J.League Cup

Finalist: 1998